# All About Steve (película)
All About Steve, titulada en castellano Alocada obsesión en Hispanoamérica y Todo sobre Steve en España, es una película cómica estrenada el 4 de septiembre de 2009 en Estados Unidos, el 1 de enero de 2010 en México y el 5 de febrero del mismo año en España. Dirigida por Phil Traill y distribuida por 20th Century Fox. Protagonizada por Sandra Bullock, Bradley Cooper y Thomas Haden Church. 
Según la página de internet Rotten Tomatoes, en la que se contabilizan críticas cinematográficas, es una de las peores películas de la década, situándose en el puesto 96 de 100. Sandra Bullock ganó el Premio Razzie a la peor actriz por su interpretación en la película. La actriz recogió el premio en persona, acudiendo a la ceremonia de entrega de los Premios Razzie, en su edición número 30.

## Argumento
Una realizadora de crucigramas llamada Mary Horowitz (Sandra Bullock), muy inteligente y bonita, tiene una cita a ciegas con Steve (Bradley Cooper) un camarógrafo de las noticias. Una vez se conocen Mary tiene la sensación de haber encontrado a su alma gemela, pero Steve no tiene la misma sensación.
Mary persigue a Steve por todo Estados Unidos intentando demostrarle que están hechos el uno para el otro. Pero Steve solo intenta ignorarla y sigue haciendo su trabajo, hasta que poco a poco y tras algunas circunstancias tanto Steve como su director Hartman Hughes (Thomas Haden Church), que siempre intenta poner en ridículo al pobre de Steve, se dan cuenta de la gran persona que es Mary. En el transcurso de su loca persecución, el empleo de Steve se ve afectado, y es necesario que viajen a cubrir la noticia de unos niños sordos que cayeron en un hoyo cerca de una feria donde Mary, después que los bomberos habían sacado los niños, cae accidentalmente por buscar a Steve. Allí abajo Mary se da cuenta de que olvidaron a una niña, y se las ingenia para salir fabricando una polea y dándole el crédito a Hartman Hughes quien había saltado a rescatar a Mary por sentirse culpable.

## Reparto
- Sandra Bullock como Mary Horowitz.
- Bradley Cooper como Steve.
- Thomas Haden Church como Hartman Hughes.

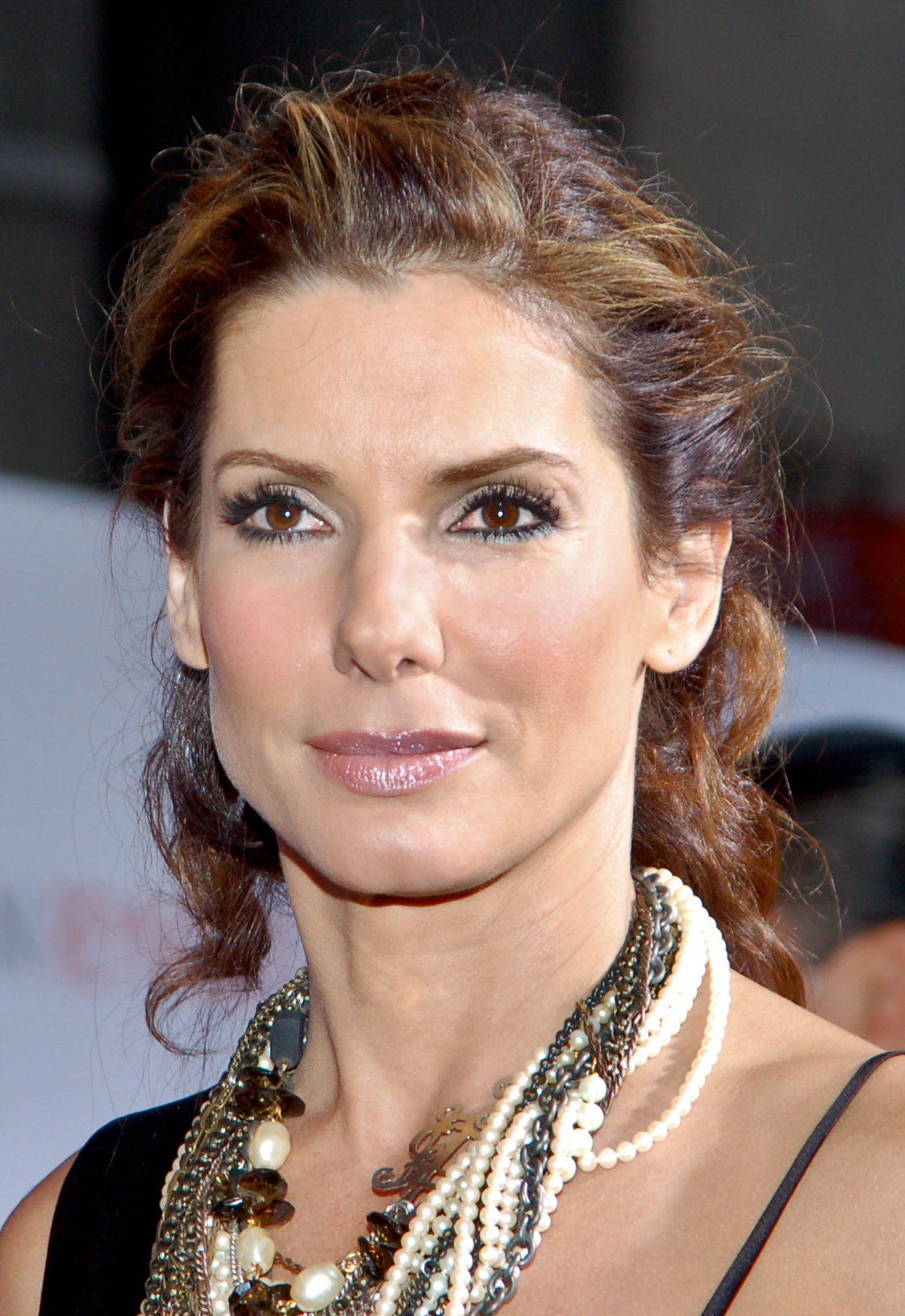
Sandra Bullock como Mary Horowitz.

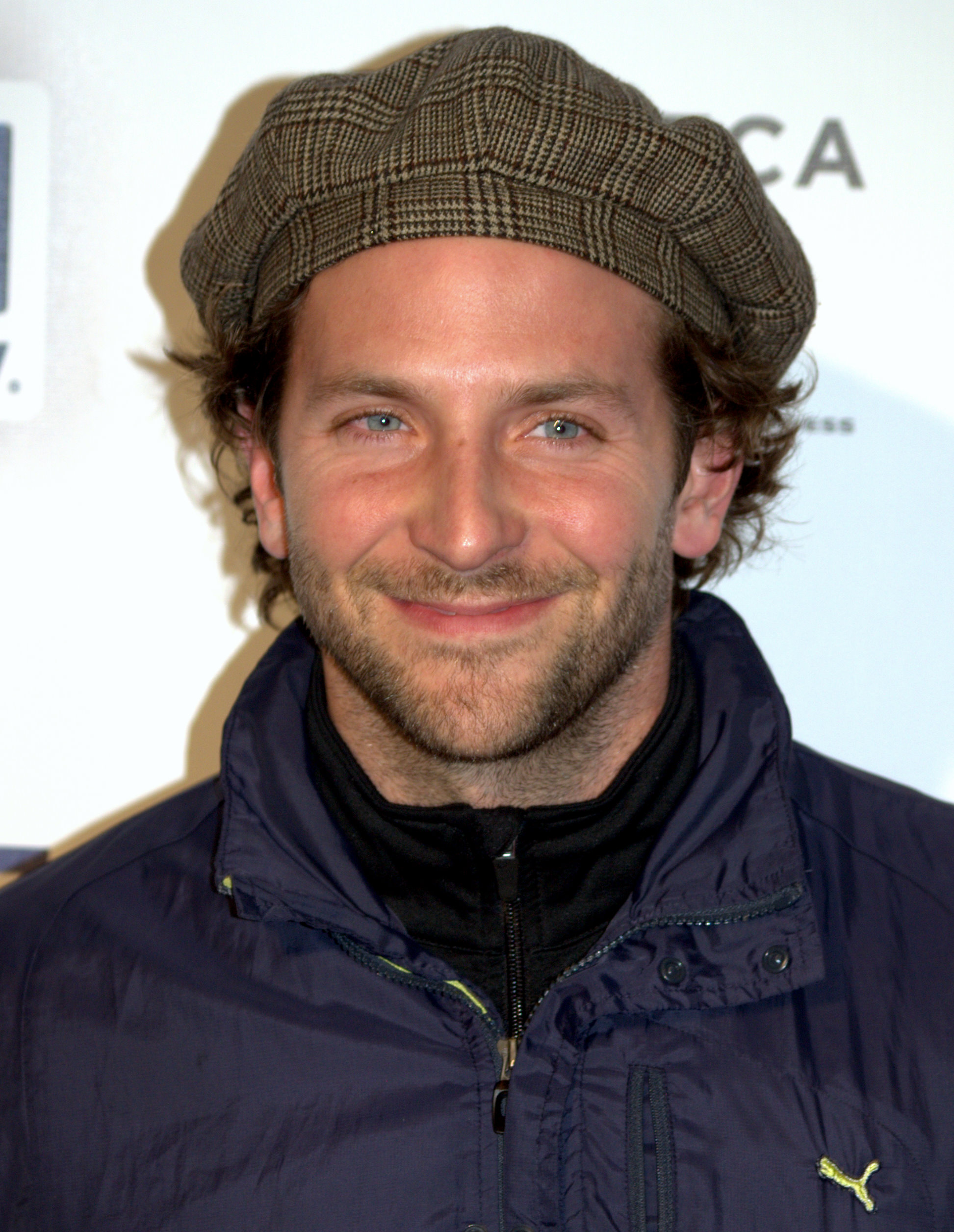
Bradley Cooper como Steve.

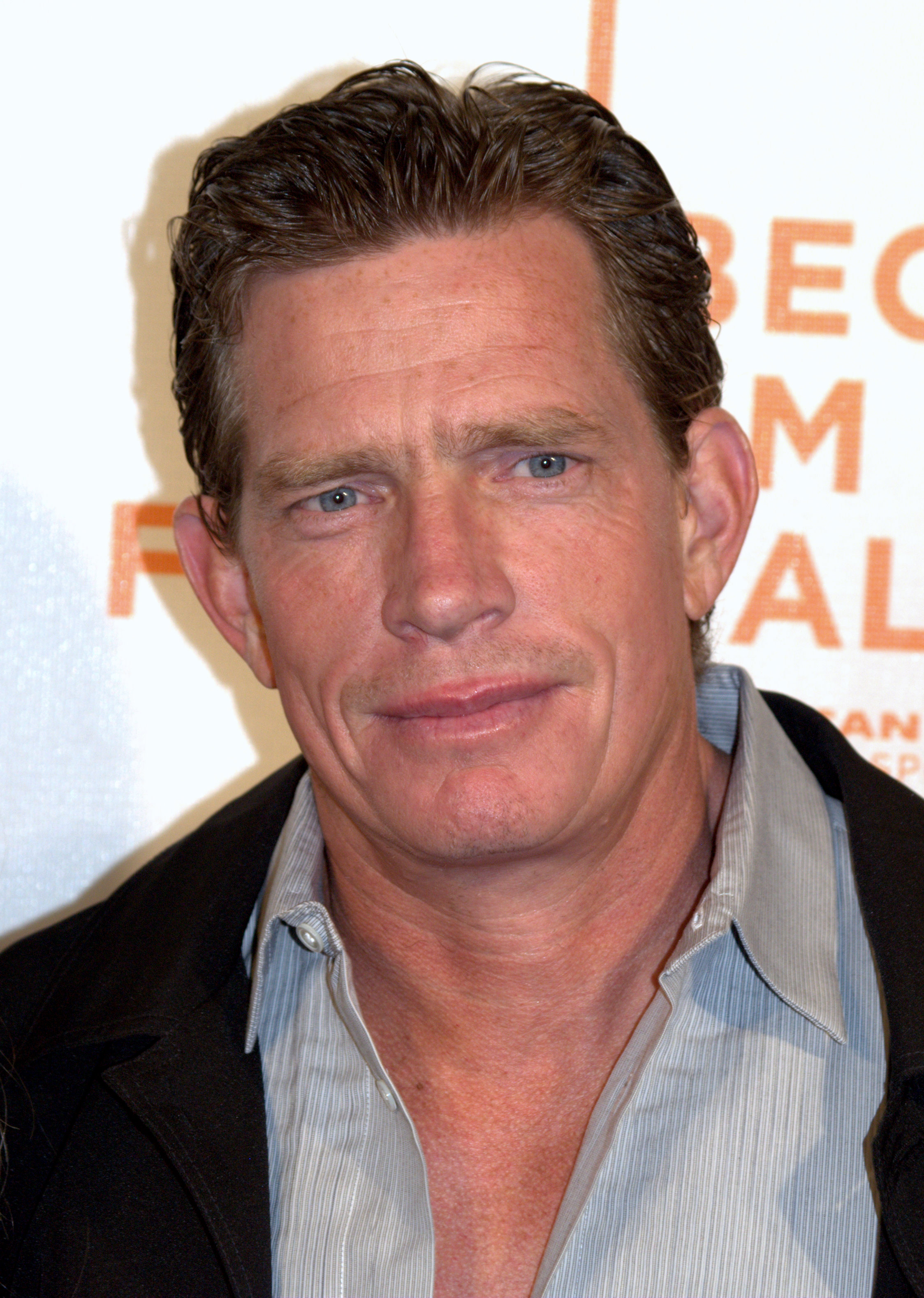
Thomas Haden Church como Hartman Hughes.

- Ken Jeong como Angus.
- Beth Grant como Sra. Horowitz.

## Producción
Se rodó entre el 30 de julio y el 3 de octubre de 2007 íntegramente en Santa Clarita  (California).
El estreno de la película estaba programado para marzo de 2009, pero 20th Century Fox lo retrasó hasta septiembre del mismo año, alegando que la cartelera estaba saturada de comedias románticas y que prefería reservarla para más tarde y que no tuviera competencia directa con otras cintas similares.
En una de las escenas en la que Sandra Bullock se encuentra en la bañera, de fondo suena una ópera cantada por su madre, Helga Meyer Bullock (1942-2000), ya fallecida.
El estreno mundial se produjo en Los Ángeles a finales de agosto, acudiendo al evento los actores Sandra Bullock, Bradley Cooper, Thomas Haden Church y el director Phill Trail.

## Recepción

### Respuesta crítica
Según Rotten Tomatoes, un sitio web que nucléa la opinión de los críticos, obtuvo un 6% de un total de 100 sobre 127 revisiones, llegando a la siguiente conclusión "All About Steve es una película tan escalofriante, extraña y amarga, con una heroína tan desesperada y peculiar que lo más probable es que el público sienta lástima por ella". Ty Burr escribió que "es fácilmente la peor película de la semana, del mes, del año y de toda la carrera de Sandra Bullock". El Chicago Tribune publicó "No hay nada en All About Steve que no pudiese arreglar una reescritura, siempre que la reescritura incluyese un escritor distinto, una protagonista distinta y una trama distinta [...]". Según la página de Internet Metacritic obtuvo críticas negativas, con un 17%, basado en 27 comentarios de los cuales 2 son positivos.

### Premios
Razzie Awards
| Año  | Categoría     | Persona(s)                    | Resultado |
| ---- | ------------- | ----------------------------- | --------- |
| 2010 | Peor película | Peor película                 | Candidata |
| 2010 | Peor actriz   | Sandra Bullock                | Ganadora  |
| 2010 | Peor pareja   | Sandra Bullock Bradley Cooper | Ganadores |
| 2010 | Peor director | Phil Traill                   | Candidato |
| 2010 | Peor guion    | Kim Barker                    | Candidato |

### Taquilla
Estrenada en 2.251 cines estadounidenses, debutó en tercera posición con 11 millones de dólares, con una media por sala de 4.994 dólares, por delante de Gamer y por detrás de Inglourious Basterds. Recaudó 33 millones en Estados Unidos. Sumando las recaudaciones internacionales la cifra asciende a 40 millones. No hay datos sobre cual fue el presupuesto estimado invertido en la producción. En la siguiente tabla se muestran los diez primeros países donde mayores cifras obtuvo:
| País           | Recaudación (en USD) |
| -------------- | -------------------- |
| Estados Unidos | 33.862.903           |
| Australia      | 1.131.167            |
| Alemania       | 1.112.096            |
| México         | 998.786              |
| Venezuela      | 561.439              |
| Reino Unido    | 447.508              |
| Perú           | 148.844              |
| Filipinas      | 140.091              |
| Sudáfrica      | 81.767               |
| Uruguay        | 53.262               |

## Sandra Bullock en los Premios Razzie

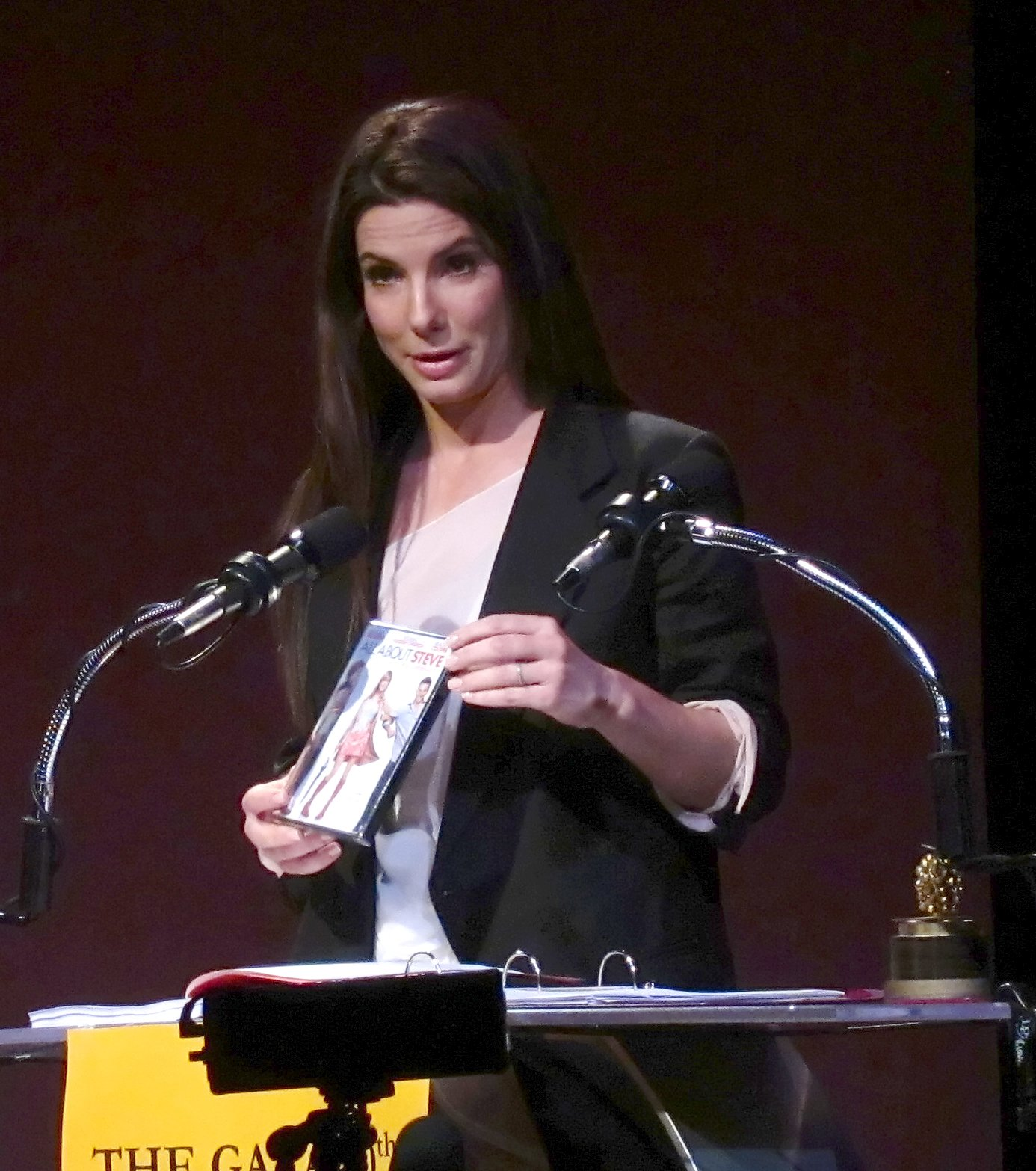
Sandra Bullock durante la ceremonia de los Premios Razzie.

Sandra Bullock fue ganadora del Razzie en la categoría de peor actriz por su retrato de Mary Horowitz. La actriz recogió el premio en persona asistiendo a la 30.ª edición de dichos premios, acudiendo con una carretilla llena de DVD de All About Steve para todos los asistentes. La actriz declaró en el acto: «Véanla, véanla con sus propios ojos y díganme si merezco este premio. Me darán la razón y el año que viene volveré a devolverlo».  Curiosamente, Bullock se llevó por equivocación la estatuilla que la organización utiliza para conceder el premio en el escenario, de la cual sólo existe un ejemplar fabricado a mano y valorado en varios miles de dólares, no así la que entregan a las estrellas que apenas tiene un valor de 3 o 4 $. Bullock finalmente devolvió el galardón.
La noche siguiente a recibir el Razzie, el 7 de marzo de 2010, Bullock ganó el Óscar a la mejor actriz por su interpretación de Leigh Anne Tuohy en el drama The Blind Side, convirtiéndose en la primera actriz en ser nombrada la mejor y la peor del año, aunque por diferentes películas. Posteriormente la actriz declaró que «recibir el Óscar y el Razzie a la vez es el equilibrio perfecto».